# Astragalus incertus
Astragalus incertus es una especie de planta del género Astragalus, de la familia de las leguminosas, orden Fabales.

## Distribución
Astragalus incertus se distribuye por Cáucaso, Georgia, Azerbaiyán, Armenia, Turquía e Irán.

## Taxonomía
Fue descrita científicamente por Ledeb. Fue publicada en Fl. Ross. (Ledeb.) 1(3): 647 (1843).